# SV Tasmania Berlin
Der Sportverein Tasmania Berlin e. V. ist ein Sportverein aus dem Berliner Ortsteil Neukölln im gleichnamigen Bezirk. Der Verein wurde am 3. Februar 1973 als Tasmania Neukölln gegründet und gilt als inoffizieller Nachfolgeverein des historischen Tasmania Berlin, das im selben Jahr aufgelöst wurde. Von 2000 bis 2011 hieß der Verein Tasmania Gropiusstadt, ehe er zur Saison 2011/12 den Namen seines Vorgängervereins annahm. Neben der Fußballabteilung gibt es noch eine Kegelabteilung. In der Saison 2021/22 spielte der Verein in der viertklassigen Fußball-Regionalliga Nordost, aus der er jedoch postwendend wieder abstieg.

## Geschichte

### Tasmania Neukölln (1973 bis 2000)

Logo von Tasmania Neukölln

Gegründet wurde der Verein von Eltern von Jugendspielern des Vereins Tasmania Berlin, der im Juli 1973 Insolvenz anmelden musste und aufgelöst wurde. Der neue Verein musste in der untersten Spielklasse, der siebtklassigen C-Klasse, neu beginnen. Dank einer erfolgreichen Jugendarbeit erreichte die Tasmania durch drei Aufstiege in fünf Jahren die Landesliga. Dort brauchten die Neuköllner drei Jahre, ehe sie in die damals drittklassige Oberliga Berlin aufstiegen. Einher mit dem Aufstieg wechselte der Verein vom Stadion Neukölln in das Kreuzberger Katzbachstadion.
Zunächst spielte Tasmania gegen den Abstieg. Tiefpunkt war eine 0:8-Niederlage beim Traber FC Mariendorf in der Saison 1983/84. Im Jahre 1986 kehrte der Verein in den neu eröffneten Sportpark Neukölln zurück und feierte unter dem Trainer Michael Sziedat, einst Bundesligaspieler bei Hertha BSC, mit Platz drei den bis dato größten Erfolg der Vereinsgeschichte. Als Tabellenletzter der Saison 1990/91 verpasste die Mannschaft die Oberliga Nordost. Drei Jahre später folgte gar der Abstieg in die Landesliga.
Mitte der 1990er Jahre erlebte der Verein dank der finanziellen Unterstützung des Immobilienkaufmanns und Kunsthändlers Horst-Dieter Laurisch einen neuen Aufschwung. Nach zwei Aufstiegen in Folge erreichte Tasmania im Jahre 1997 die Oberliga Nordost. Unter dem Trainer Thomas Remark erreichte die Mannschaft in der Saison 1997/98 den sechsten Platz. Aufgrund reduzierter Zuwendungen der Sponsoren folgte in der folgenden Spielzeit der Abstieg als abgeschlagener Tabellenletzter. In der Saison 1999/2000 wurde Tasmania in die Landesliga durchgereicht.

### Tasmania Gropiusstadt (2000 bis 2011)

Logo von Tasmania Gropiusstadt

Gleichzeitig engagierte sich eine Wohnungsbaugesellschaft aus dem Neuköllner Ortsteil Gropiusstadt bei der Tasmania, die sich ab Dezember 2000 Tasmania Gropiusstadt nannte. Im Jahre 2002 kehrte Tasmania in die Verbandsliga Berlin zurück und wurde auf Anhieb Vizemeister mit neun Punkten Rückstand auf dem SV Yeşilyurt Berlin. Eine weitere Vizemeisterschaft wurde im Jahre 2004 errungen, dieses Mal mit 16 Punkten Rückstand hinter dem BFC Dynamo. Zwei Jahre später reichte es zum dritten Mal nach dem Wiederaufstieg nur zur Vizemeisterschaft. Dieses Mal verpasste die Tasmania die Meisterschaft nur aufgrund des schlechteren Torverhältnis gegenüber dem Lichterfelder FC. Das direkte Aufeinandertreffen der beiden Kontrahenten gewannen die Neuköllner mit 5:1.
Auch in der Saison 2006/07 reichte es nur zum zweiten Platz, dieses Mal mit zehn Punkten Rückstand hinter dem Spandauer SV. Ein Jahr später stieg die Mannschaft ab und wurde in der folgenden Landesligasaison in die Bezirksliga durchgereicht. In der Bezirksliga gelang als Vizemeister der 3. Abteilung der direkte Wiederaufstieg. Größere Erfolge als die erste Mannschaft erlangte zu dieser Zeit die A-Jugend, die im Jahre 2003 zu den Gründungsmitgliedern der A-Junioren-Bundesliga gehörte und bis 2007 dieser Klasse und bis ins Jahr 2010 der Regionalliga Nordost angehörte. In der Saison 2005/06 nahm Tasmania am DFB-Junioren-Vereinspokal teil und schied im Achtelfinale gegen den FC Carl Zeiss Jena aus.

### Tasmania Berlin (seit 2011)
Gleich in der ersten Saison unter dem heutigen Namen gelang die Meisterschaft in der 1. Abteilung der Landesliga und der Aufstieg in die Berlin-Liga. Dabei profitierte Tasmania vom 2:2-Unentschieden des Konkurrenten SC Charlottenburg bei der zweiten Mannschaft des BFC Dynamo. Im Jahre 2014 erreichte die Mannschaft das Endspiel um den Berliner Pokal, verlor allerdings dieses mit 1:2 gegen den FC Viktoria Berlin. In der Meisterschaft spielte Tasmania lange Zeit um den Aufstieg, verpasste diesen aber am vorletzten Spieltag durch eine 1:2-Niederlage gegen den Tabellenletzten TuS Makkabi Berlin.
Ein Jahr später erreichte Tasmania erneut das Verbandspokalfinale und unterlag dem BFC Dynamo knapp mit 0:1. In der Liga spielte die Mannschaft erneut um die Meisterschaft mit. Saisonhöhepunkt war das Spitzenspiel bei Tennis Borussia Berlin vor knapp 2.000 Zuschauern, das mit 0:2 verloren wurde. Dieses Spiel wurde erstmals in der Berlin-Liga weltweit per Livestream über das Internet übertragen. Am Ende der Saison 2014/15 wurde Tasmania Dritter und verpasste aufgrund der schlechteren Tordifferenz gegenüber dem CFC Hertha 06 den Aufstieg.
In der Saison 2018/19 lieferte sich die Tasmania ein langes Kopf-an-Kopf-Rennen mit dem SV Sparta Lichtenberg. Am vorletzten Spieltag sicherte sich die Tasmania durch Lichtenbergs 0:4-Niederlage bei Türkiyemspor Berlin die Meisterschaft und damit den Aufstieg in die Oberliga Nordost. Zwei Jahre darauf gelang als Meister der Oberliga 2020/21 der Aufstieg in die Regionalliga. Seit 2010 haben sich die „neuen“ Tasmanen von der achtklassigen Bezirksliga durch vier Aufstiege in die viertklassige Regionalliga Nordost hochgearbeitet. In dieser konnten sich die Neuköllner jedoch nur eine Spielzeit halten und stiegen 2022 als Tabellenletzter ab. Ende 2022 kündigten Tasmania und Blau-Weiß 90 an, kooperieren zu wollen, sodass Blau-Weiß 90 in die Berlin-Liga zurückgezogen wird und Tasmania perspektivisch die Möglichkeit zur Regionalliga-Rückkehr erhält.
In der ewigen Tabelle der Berlin-Liga belegt Tasmania den 4. Platz (Stand: Saisonende 2023/24).

## Saisonbilanzen

### Als Tasmania Neukölln
| Saison    | Ligazugehörigkeit                   | Platz   | S  | U  | N  | Tore   | Punkte |
| --------- | ----------------------------------- | ------- | -- | -- | -- | ------ | ------ |
| 1973/74   | C-Klasse Berlin (VII)               |         |    |    |    |        |        |
| 1974/75   | B-Klasse Berlin (VI)                |         |    |    |    |        |        |
| 1975/76   | A-Klasse Berlin (VI)                |         |    |    |    |        |        |
| 1976/77   | A-Klasse Berlin (VI)                |         |    |    |    |        |        |
| 1977/78   | A-Klasse Berlin (V)                 |         |    |    |    |        |        |
| 1978/79   | Landesliga Berlin (IV)              | 15 (16) |    |    |    | 48:27  | 36–24  |
| 1979/80   | Landesliga Berlin (IV)              | 16 (16) |    |    |    | 50:41  | 36–24  |
| 1980/81   | Landesliga Berlin (IV)              | 12 (16) |    |    |    | 74:32  | 44–16  |
| 1981/82   | Oberliga Berlin (III)               | 19 (16) | 9  | 9  | 12 | 41:50  | 27–33  |
| 1982/83   | Oberliga Berlin (III)               | 14 (16) | 6  | 8  | 16 | 36:66  | 20–40  |
| 1983/84   | Oberliga Berlin (III)               | 13 (16) | 7  | 8  | 15 | 36:72  | 22–38  |
| 1984/85   | Oberliga Berlin (III)               | 17 (16) | 13 | 7  | 10 | 61:61  | 33–27  |
| 1985/86   | Oberliga Berlin (III)               | 18 (16) | 11 | 11 | 8  | 55:51  | 33–27  |
| 1986/87   | Oberliga Berlin (III)               | 13 (16) | 18 | 4  | 8  | 57:40  | 40–20  |
| 1987/88   | Oberliga Berlin (III)               | 16 (16) | 17 | 2  | 11 | 64:48  | 36–24  |
| 1988/89   | Oberliga Berlin (III)               | 19 (17) | 9  | 13 | 10 | 57:56  | 31–33  |
| 1989/90   | Oberliga Berlin (III)               | 10 (17) | 10 | 10 | 12 | 40:50  | 30–34  |
| 1990/91   | Oberliga Berlin (III)               | 16 (16) | 5  | 7  | 18 | 31:67  | 17–43  |
| 1991/92   | Landesliga Berlin, Staffel 2 (IV)   | 13 (16) | 13 | 11 | 6  | 63:40  | 37–23  |
| 1992/93   | Verbandsliga Berlin (IV)            | 15 (16) | 11 | 13 | 6  | 42:32  | 35–25  |
| 1993/94   | Verbandsliga Berlin (IV)            | 18 (19) | 8  | 6  | 22 | 54:102 | 22–50  |
| 1994/95   | Landesliga Berlin, Staffel 2 (VI)   | 18 (16) | 10 | 9  | 11 | 44:47  | 29–31  |
| 1995/96   | Landesliga Berlin, Staffel 1 (VI)   | 12 (16) | 22 | 3  | 5  | 96:29  | 69     |
| 1996/97   | Verbandsliga Berlin (V)             | 11 (19) | 20 | 10 | 6  | 87:59  | 70     |
| 1997/98   | Oberliga Nordost, Staffel Nord (IV) | 16 (15) | 12 | 6  | 10 | 48:44  | 42     |
| 1998/99   | Oberliga Nordost, Staffel Nord (IV) | 16 (16) | 3  | 2  | 25 | 19:79  | 11     |
| 1999/2000 | Verbandsliga Berlin (V)             | 19 (21) | 9  | 7  | 24 | 55:93  | 34     |

### Als Tasmania Gropiusstadt
| Saison  | Ligazugehörigkeit                    | Platz   | S  | U | N  | Tore   | Punkte |
| ------- | ------------------------------------ | ------- | -- | - | -- | ------ | ------ |
| 2000/01 | Landesliga Berlin, Staffel 1 (VI)    | 12 (18) | 9  | 6 | 15 | 49:64  | 33     |
| 2001/02 | Landesliga Berlin, Staffel 2 (VI)    | 12 (18) | 21 | 5 | 4  | 102:31 | 68     |
| 2002/03 | Verbandsliga Berlin (V)              | 12 (18) | 23 | 5 | 6  | 93:53  | 74     |
| 2003/04 | Verbandsliga Berlin (V)              | 12 (18) | 21 | 6 | 7  | 80:32  | 69     |
| 2004/05 | Verbandsliga Berlin (V)              | 10 (18) | 14 | 4 | 16 | 76:62  | 46     |
| 2005/06 | Verbandsliga Berlin (V)              | 12 (18) | 25 | 3 | 6  | 89:33  | 78     |
| 2006/07 | Verbandsliga Berlin (V)              | 12 (18) | 24 | 5 | 5  | 83:39  | 77     |
| 2007/08 | Verbandsliga Berlin (V)              | 18 (18) | 4  | 4 | 26 | 34:100 | 16     |
| 2008/09 | Landesliga Berlin, Staffel 1 (VII)   | 15 (16) | 8  | 3 | 19 | 42:91  | 24     |
| 2009/10 | Bezirksliga Berlin, Staffel 3 (VIII) | 12 (16) | 18 | 6 | 6  | 89:53  | 60     |
| 2010/11 | Landesliga Berlin, Staffel 2 (VII)   | 14 (16) | 15 | 6 | 9  | 81:65  | 51     |

### Als Tasmania Berlin
| Saison  | Ligazugehörigkeit                  | Platz   | S  | U | N  | Tore   | Punkte |
| ------- | ---------------------------------- | ------- | -- | - | -- | ------ | ------ |
| 2011/12 | Landesliga Berlin, Staffel 1 (VII) | 11 (16) | 18 | 7 | 5  | 69:36  | 61     |
| 2012/13 | Berlin-Liga (VI)                   | 15 (18) | 14 | 3 | 17 | 71:55  | 45     |
| 2013/14 | Berlin-Liga (VI)                   | 02 (18) | 23 | 5 | 6  | 89:44  | 74     |
| 2014/15 | Berlin-Liga (VI)                   | 03 (18) | 21 | 8 | 5  | 62:33  | 71     |
| 2015/16 | Berlin-Liga (VI)                   | 04 (18) | 20 | 6 | 8  | 79:39  | 66     |
| 2016/17 | Berlin-Liga (VI)                   | 04 (18) | 21 | 4 | 9  | 85:35  | 67     |
| 2017/18 | Berlin-Liga (VI)                   | 08 (18) | 16 | 3 | 15 | 68:64  | 51     |
| 2018/19 | Berlin-Liga (VI)                   | 01 (18) | 25 | 5 | 4  | 93:38  | 80     |
| 2019/20 | Oberliga Nordost (V)               | 10 (16) | 6  | 3 | 10 | 30:37  | 21     |
| 2020/21 | Oberliga Nordost (V)               | 01 (17) | 7  | 0 | 2  | 21:7   | 21     |
| 2021/22 | Regionalliga Nordost (IV)          | 20 (20) | 3  | 8 | 27 | 28:107 | 17     |
| 2022/23 | Oberliga Nordost (V)               | 11 (18) | 11 | 6 | 17 | 45:61  | 39     |
| 2023/24 | Oberliga Nordost (V)               | 08 (16) | 10 | 7 | 11 | 47:44  | 37     |
| 2024/25 | Oberliga Nordost (V)               | 10 (16) | 12 | 4 | 14 | 51:51  | 40     |
| 2025/26 | Oberliga Nordost (V)               |         |    |   |    |        |        |

## Persönlichkeiten

### Spieler
| - Burak Altıparmak - Soufian Benyamina - Damir Bektić - Uli Borowka - Otis Breustedt - Thomas Brechler - Christian Fährmann - Andaç Güleryüz | - Nicolas Hebisch - Taşkın İlter - Ranisav Jovanović - Daniel Kaiser - Assani Lukimya - Exaucé Mayombo - Christian Müller - Saheed Mustapha | - Momar Njie - Nico-Stéphàno Pellatz - Carsten Ramelow - Ken Reichel - Thomas Remark - Antonio Rüdiger - Felix Schiller - Dominik Schmidt | - Sahr Senesie - Timmy Thiele - Murat Tosun - Timo Uster - Andreas Vogler - Eroll Zejnullahu - Jochem Ziegert |

### Trainer
- Axel Kruse: vom 13. November 2002 bis 30. Juni 2007
- Thomas Remark: vom 1. Juli 1995 bis 30. Juni 1997
- Jo Stock: Torwarttrainer vom 1. Juli 2005 bis 30. Juni 2007
- Michael Sziedat
- Jochem Ziegert: vom 3. Februar 1998 bis 30. Juni 1999
- Abu Njie und Momar Njie: vom 1. Juli 2011 bis 4. März 2015 und vom 1. Januar 2020 bis 15. Februar 2022

## Spielstätten
Der SV Tasmania spielte nach seiner Gründung im Jahre 1973 zunächst im Stadion Neukölln, wo auch schon der Vorgänger SC Tasmania zu Hause war. Nach dem Aufstieg in die Oberliga Berlin 1981 und wegen des Umbaus des Stadions Neukölln wechselte Tasmania vorübergehend auf den Hertzbergplatz an die Sonnenallee. 
Zur Saison 1986/87 kehrte der Verein ins umgebaute Stadion Neukölln zurück, das im Oktober 2004 in Werner-Seelenbinder-Sportpark umbenannt wurde. Dort stehen dem Verein zwei Naturrasen- und zwei Kunstrasenplätze zur Verfügung. 
In der Regionalliga-Saison 2021/2022 musste die Herrenmannschaft ihre Heimspiele im Stadion Lichterfelde austragen, da der Seelenbinder-Sportpark die Auflagen nicht erfüllte. Nach dem Abstieg im Folgejahr kehrte Tas wieder an seine angestammte Wirkungsstätte in Neukölln zurück.